# Preston, Maryland
Preston är en kommun (town) i Caroline County i Maryland. Vid 2010 års folkräkning hade Preston 719 invånare.